# Mejflauerski dogovor
Mejflauerski dogovor, u originalu, Sporazum između doseljenika Novog Plimuta, je bio prvi upravni dokument Plimutske kolonije. Napisala ga je posada broda Mejflauer, koju su sačinjavali puritanci separatisti, istraživači i trgovci. Puritanci su bežali pred verskim proganjanjima od strane engleskog kralja Džejmsa I.
Mejflauerski dogovor je potpisan na brodu 21. novembra (po starom kalendaru 11. novembar) 1620. godine. Potpisao ga je 41 od ukupno 101 člana posade. dok je Mejflauer bio usidren u luci Provinstaun na severnom kraju rta Kod.

## Zbog čega je dogovor potpisan
Prvi doseljenici Plimuta, zvani Hodočasnici, su se nadali da će stići do Amerike početkom oktobra u dva broda, ali razna odlaganja i komplikacije su ih primorale da plove samo jednim, Mejflauerom. Nameravali su da otplove do Virdžinijske kolonije, dok je putovanje finansiralo Londonsko preduzimačko društvo. Oluje su ih, medjutim, primorale da se usidre u blizini peščanog spruda nadomak rta Kod u Masačusetsu jer nije bilo mudro nastaviti plovidbu sa oskudnom količinom namirnica. Ovo je nagnalo neke od nepuritaskih članova posade (koje su puritanci zvali "Stranci") da izjave da će "iskoristiti sopstvenu slobodu; jer niko nema prava da nad njima vlada" jer se cela posada neće doseliti na dogovorenu teritoriju u Virdžiniji. Da bi sprečili ovaj sled događaja Hodočasnici su odlučili da sačine sopstveno upravno telo, ali da još uvek ostanu verni engleskoj kruni. Tako je Mejflauerski dogovor bio istovremeno baziran i na modelu glasa većine  i na odanosti kralju. Jednostavno rečeno, to je bio socijalni ugovor u kome su se doseljenici zavetovali da će poštovati pravila i uredbe zajednice, zarad reda i opstanka.

## Tekst
Original dokumenta je izgubljen, ali postoje tri verzije iz 17. veka: jedna štampana u brošuri Mourt's Relation (1622), druga koja je ponovo štampana 1625; i treća koju je Vilijam Bradford zapisao u svom dnevniku Of Plimoth Plantation (1646); a koju je štampao Bradfordov nećak Natanijel Morton u New-Englands Memorial (1669). Ove tri verzije se razlikuju ne toliko u sadržaju teksta koliko u spelovanju reči, pisanju velikog slova i interpunkciji. Bradfordov rukopis ugovora se čuva u sefu Narodne biblioteke Masačusetsa.

## Potpisnici
Za dodatne informacije: Potpisnici Mejflauerovskog ugovora
Spisak sa 41 članom posade koji je potpisao dogovor pružio je Bradfordov nećak Nataniel Moron 1669 u svom delu New England's Memorial. Tomas Princ je prvi nabrojao imena 1736 u svom delu A Chronological History of New-England in the form of Annals. Originalni dokument je izgubljen, tako da je Morton jedini izvor o potpisnicima. Verovatno je imao pristup originalu, ali nije mogao da zna kojim redom su se potpisali prostim čitanjem. Mortonov raspored imena možda i nije bio onaj koji je bio u originalu, a i imena u originalu možda i nisu bila poređana po bilo kakvom redosledu. Prinčevi brojevi se zasnivaju isključivo na Mortonu, kao što je i sam izjavio.
Mortonov spisak imena je bio nenumerisan i bez titula u svih šest izdanja (1669-1855), iako se njihov redosled menjao sa svakim izdanjem. U svom originalnom izdanju iz 1669, imena su bila smeštena na dve strane, formirajući šest kratkih spiskova, tri po stranici. U narednim izdanjima, tih šest spiskova su spojeni u tri dugačka spiska na jednoj stranici, ali na dva različita načina. Tako dajući dva različita redosleda nenumerisanih nabrojanih potpisnika. Drugo (1721) i treće izdanje (1772) su izmenili redosled iz prvog izdanja tako što su spojili prvi i četvrti spisak u jedan dugi spisak, a slično se desilo i sa ostalim manjim spiskovima. Peto (1826) i šesto izdanje (1855) su vratili imena u oblik koji su imala u prvom izdanju tako što su spojili prvi i drugi spisak u jedan dugački, a slično su učinili i sa ostalim. Princ je numerisao imena onako kako ih je Morton zapisao 1669. Dodao je titule (g. ili kap.) za 11 imena kojima je te titule dao Vilijam Bradford u svom spisku posade i putnika na kraju svog rukopisa.
Spisak potpisnika koji sledi je dat u originalu i uređen u šest redova po Mortonu (1669) sa rednim brojevima i titulama po Princu. Imena su spelovana po Morisonu.
| 1. Mr. John Carver 2. William Bradford 3. Mr. Edward Winslow 4. Mr. William Brewster 5. Mr. Isaac Allerton 6. Capt. Myles Standish 7. John Alden | 1. Mr. Samuel Fuller 2. Mr. Christopher Martin 3. Mr. William Mullins 4. Mr. William White 5. Mr. Richard Warren 6. John Howland 7. Mr. Stephen Hopkins | 1. Edward Tilley 2. John Tilley 3. Francis Cooke 4. Thomas Rogers 5. Thomas Tinker 6. John Rigsdale 7. Edward Fuller |

| 1. John Turner 2. Francis Eaton 3. James Chilton 4. John Crackstone 5. John Billington 6. Moses Fletcher 7. John Goodman | 1. Degory Priest 2. Thomas Williams 3. Gilbert Winslow 4. Edmund Margeson 5. Peter Browne 6. Richard Britteridge 7. George Soule | 1. Richard Clarke 2. Richard Gardiner 3. John Allerton 4. Thomas English 5. Edward Doty 6. Edward Leister |

## Zaostavština
Tokom obeležavanja tristote godišnjice iskrcavanja sa Mejflauera, Guverner Kalvin Kulidž, koji je nekoliko godina posle postao predsednik, izjavio je u svom obraćanju:
Dogovor koji su oni potpisali bio je događaj od ogromne važnosti. Bio je to temelj slobodi zasnovanoj na zakonu i redu, i tu smo tradiciju verodostojno održali. Organizovali su oblik samouprave koji je bio imenovan za prvi pravi moderni ustav. Bio je demokratski, priznanje slobode pod zakonom i redom, i davao je svakoj osobi pravo da učestvuje u upravi, dokle god su se slagali da poštuju zakone.

Ali ono što je bilo zaista zapanjujuće je to što su imali snagu i integritet da poštuju taj ugovor od tada pa do dana današnjeg. Neke uprave su bolje od drugih. Ali svaki vid uprave bolji je od anarhije, i svaki pokušaj da se svrgne uprava je pokušaj da se uništi civilizacija.